# 3GPP2
第三代合作伙伴計劃2（英語：3rd Generation Partnership Project 2，即）建立于1998年12月，成员包括：通信工业协会（北美）、中国通信标准化协会（中国）、電波產業會（日本）和TTA（韩国）。
3GPP2声称其致力于使国际电信联盟的IMT-2000计划中的（3G）移动电话系统规范在全球的发展，实际上它是从2G的cdmaOne（IS-95）发展而来3G的CDMA2000（IS-2000）标准体系的标准化机构，它受到拥有多项CDMA关键技术专利的高通公司的较多支持。
与之对应的第三代合作伙伴計劃致力于从GSM向W-CDMA（UMTS）过渡，因此两个机构存在一定竞争。